# Fieldia
Fieldia, monotipski rod gesnerijevki smješten u subtribus Mitrariinae, dio tribusa Coronanthereae, potporodica Gesnerioideae.

## Etimologija
Nazvan je po Bar(r)ronu Fieldu (1786. – 1846.), F.L.S., pokojnom sucu Vrhovnog suda Novog Južnog Walesa, entuzijastičnom prirodoslovcu amateru.

## Opis
Fieldia je rod s jednom vrstom, F. australis. To je mala biljka penjačica ili epifit koji se nalazi u planinskim prašumama u istočnoj Australiji, obično u hladnijim kišnim šumama na većim nadmorskim visinama. Također raste u toplijim kišnim šumama s visokom vlagom. Biljka koristi adventivno korijenje kako bi se uhvatila za debla drveća, stijene obrasle mahovinom ili paprati.
Broj kromosoma: 2n = ± 80.
- F. australis, Zvonoliki cvijet
- F. australis, Plod Fieldije u prašumi na planini Imlay, Australija.